# Myripristis aulacodes
Myripristis aulacodes là một loài cá biển thuộc chi Myripristis trong họ Cá sơn đá. Loài này được mô tả lần đầu tiên vào năm 1996.

## Từ nguyên
Tính từ định danh aulacodes bắt nguồn từ aulakṓdēs (αὐλακώδης; "có đường rãnh"), hàm ý đề cập đến các rãnh hẹp chứa dịch nhầy trên đỉnh đầu của loài cá này.

## Phân bố
M. aulacodes hiện chỉ được biết đến tại ngoài khơi đảo Lombok (Indonesia).

## Mô tả
Chiều dài cơ thể lớn nhất được ghi nhận ở M. aulacodes là 20 cm.
Số gai ở vây lưng: 11; Số tia vây ở vây lưng: 14–16; Số gai ở vây hậu môn: 4; Số tia vây ở vây hậu môn: 12.